# Houston Rockets 1976-1977
La stagione 1976-77 degli Houston Rockets fu la 10ª nella NBA per la franchigia.
Gli Houston Rockets vinsero la Central Division della Eastern Conference con un record di 49-33. Nei play-off vinsero la semifinale di conference con i Washington Bullets (4-2), perdendo poi la finale di conference con i Philadelphia 76ers (4-2).

## Roster
| N° | Naz.                   | Ruolo | Sportivo         | Anno | Alt. | Peso |
| -- | ---------------------- | ----- | ---------------- | ---- | ---- | ---- |
| 11 | Stati Uniti (bandiera) | G     | Dave Wohl        | 1949 | 188  | 84   |
| 13 | Stati Uniti (bandiera) | AC    | Dwight Jones     | 1952 | 208  | 95   |
| 14 | Stati Uniti (bandiera) | GA    | Mike Newlin      | 1949 | 193  | 91   |
| 15 | Stati Uniti (bandiera) | G     | John Lucas       | 1953 | 191  | 79   |
| 21 | Stati Uniti (bandiera) | C     | Moses Malone     | 1955 | 208  | 98   |
| 23 | Stati Uniti (bandiera) | G     | Calvin Murphy    | 1948 | 175  | 75   |
| 25 | Stati Uniti (bandiera) | AC    | Tom Owens        | 1949 | 208  | 98   |
| 27 | Stati Uniti (bandiera) | A     | John Johnson     | 1947 | 201  | 91   |
| 30 | Stati Uniti (bandiera) | G     | Goo Kennedy      | 1949 | 196  | 93   |
| 32 | Stati Uniti (bandiera) | G     | Rudy White       | 1953 | 188  | 88   |
| 33 | Stati Uniti (bandiera) | A     | Phil Hicks       | 1953 | 201  | 93   |
| 42 | Stati Uniti (bandiera) | GA    | Ed Ratleff       | 1950 | 198  | 88   |
| 44 | Stati Uniti (bandiera) | AC    | Kevin Kunnert    | 1951 | 213  | 104  |
| 45 | Stati Uniti (bandiera) | A     | Rudy Tomjanovich | 1948 | 203  | 99   |

## Staff tecnico
- Allenatore: Tom Nissalke
- Vice-allenatori: Del Harris, Larry Siegfried